# Казальгранде
Казальгранде, Казальґранде (італ. Casalgrande) — муніципалітет в Італії, у регіоні Емілія-Романья,  провінція Реджо-Емілія.
Казальгранде розташоване на відстані близько 340 км на північний захід від Рима, 50 км на захід від Болоньї, 16 км на південний схід від Реджо-нелль'Емілії.
Населення — 19 160 осіб (2014).
Щорічний фестиваль відбувається 24 серпня. Покровитель — святий Варфоломій.

## Демографія
Населення за роками:

Станом на 1 січня 2023 року в муніципалітеті офіційно проживав 1421 іноземець з 61 країни, серед них 298 громадян країн Євросоюзу та 78 громадян України.

## Сусідні муніципалітети
- Кастелларано
- Форміджине
- Модена
- Реджо-нель-Емілія
- Руб'єра
- Сассуоло
- Скандіано